# محمد بن القاسم الحوثي
محمد بن القاسم الحوثي فقيه يماني من علماء الزيدية دعا إلى نفسه بالإمامة وتلقب بالمهدي ، ولم يستقم له الأمر: سجنه الأتراك في بدايته مع جماعة، نحو عامين. ولما إنطلق جدد الدعوة سنة 1298 وأقام في برط بشرقي اليمن، وتوفي في برط سنة 1319 هـ الموافق 1901م.